# پل باربر (بازیکن هاکی روی چمن)
پل باربر (انگلیسی: Paul Barber؛ زادهٔ ۲۱ مهٔ ۱۹۵۵) بازیکن هاکی روی چمن اهل بریتانیا است.
وی در مسابقات کشوری و بین‌المللی در مجموع برندهٔ ۱ مدال طلا، ۱ مدال نقره، ۱ مدال برنز شده‌است.